# Крепость (село)
Крепость — село в Мокроусовском районе Курганской области России. Бывший административный центр Крепостинского сельсовета, сейчас входит в состав Мокроусовского сельсовета.
Село находится на берегу реки Кизак в месте впадения Малого Кизака. Рядом проходит дорога 37А-0010.

## Население
| 1989 | 2002 | 2010 |
| ---- | ---- | ---- |
| 378  | ↘356 | ↘327 |